# Kim Song Trường
Kim Song Trường là một xã thuộc huyện Can Lộc, tỉnh Hà Tĩnh, Việt Nam.
Tên của xã được ghép từ tên của ba xã cũ là Kim Lộc, Song Lộc và Trường Lộc.

## Địa lý
Xã Kim Song Trường nằm ở phía tây huyện Can Lộc, có vị trí địa lý:
- Phía đông giáp xã Khánh Vĩnh Yên và xã Thanh Lộc
- Phía tây giáp huyện Đức Thọ và xã Thường Nga
- Phía nam giáp xã Gia Hanh và xã Phú Lộc
- Phía bắc giáp thị xã Hồng Lĩnh.

Xã Kim Song Trường có diện tích 15,94 km², dân số là 8.904 người, mật độ dân số đạt 559 người/km².

## Lịch sử
Địa bàn xã Kim Song Trường hiện nay trước đây vốn là ba xã: Kim Lộc, Song Lộc, Trường Lộc.
Trước khi sáp nhập, xã Kim Lộc có diện tích 6,24 km², dân số là 3.013 người, mật độ dân số đạt 483 người/km². Xã Song Lộc có diện tích 5,13 km², dân số là 3.744 người, mật độ dân số đạt 730 người/km². Xã Trường Lộc có diện tích 4,57 km², dân số là 2.118 người, mật độ dân số đạt 463 người/km².
Ngày 21 tháng 11 năm 2019, Ủy ban Thường vụ Quốc hội ban hành Nghị quyết số 819/NQ-UBTVQH14 về việc sắp xếp các đơn vị hành chính cấp xã thuộc tỉnh Hà Tĩnh (nghị quyết có hiệu lực từ ngày 1 tháng 1 năm 2020). Theo đó, sáp nhập toàn bộ diện tích và dân số của ba xã: Kim Lộc, Song Lộc, Trường Lộc thành xã Kim Song Trường.
Ngày 18 tháng 7 năm 2024, HĐND tỉnh Hà Tĩnh ban hành Nghị quyết số 188/NQ-HĐND về việc:
- Thành lập thôn Phượng Lĩnh trên cơ sở thôn Phượng Sơn và thôn Đông Thạc.
- Thành lập thôn Mật Thiết trên cơ sở thôn Đình Hồ và Thôn Lũy.